# Kekertuk Island
Kekertuk Island – niezamieszkana wyspa w Cieśninie Davisa, w Archipelagu Arktycznym, w regionie Qikiqtaaluk, na terytorium Nunavut, w Kanadzie. W pobliżu Kekertuk Island znajdują się wyspy: Kekertaluk Island (16,5 km), Nuvuktik Island (18,5 km), Akuglek Island (20,1 km), Angijak Island (29,5 km), Muingmak Island (33,7 km) i Ilikok Island (37,8 km).